# Jüdischer Friedhof (Chęciny)
Koordinaten: 50° 47′ 42″ N, 20° 28′ 15,2″ O

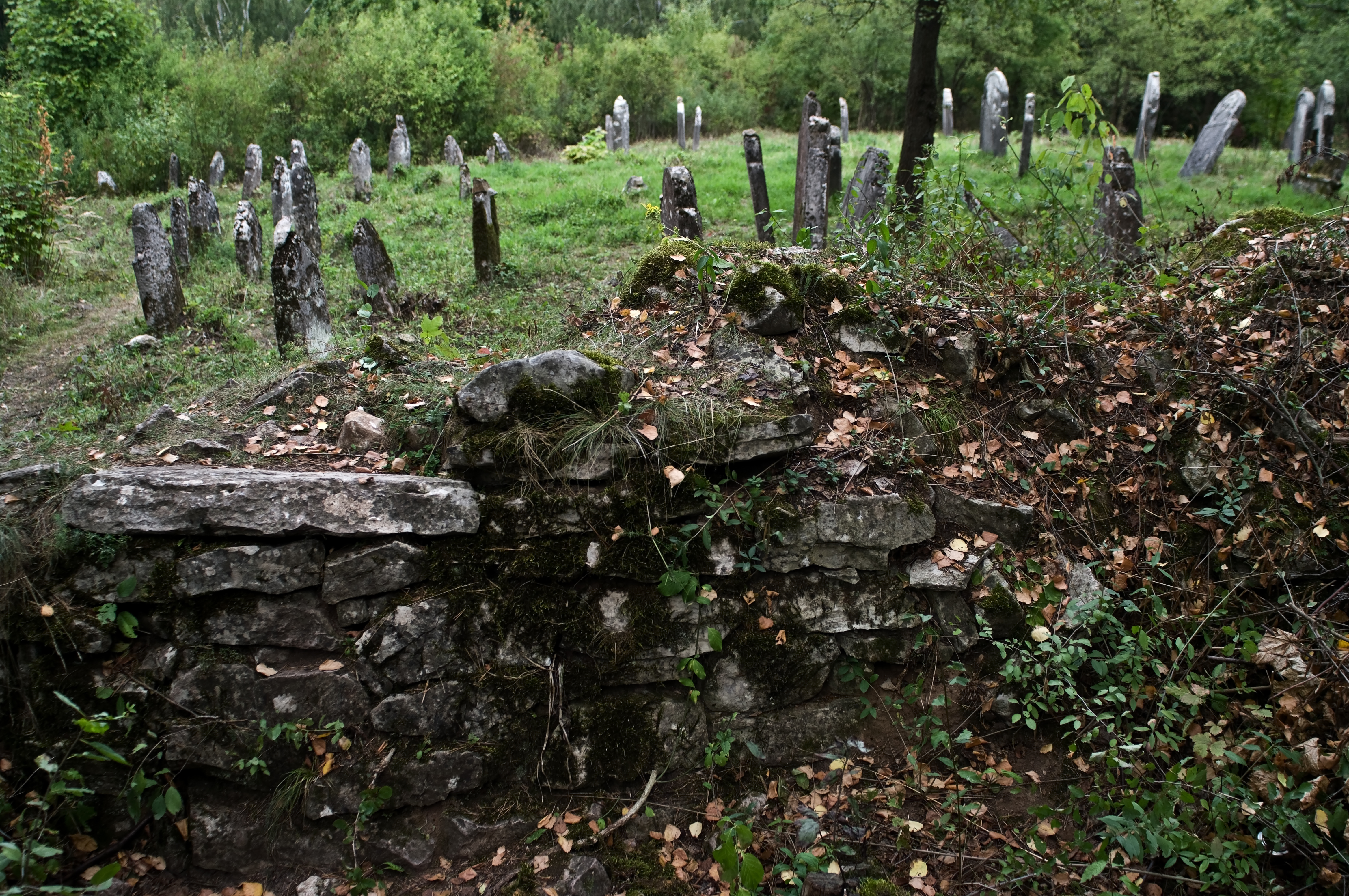
Jüdischer Friedhof in Chęciny

Der Jüdische Friedhof in Chęciny, einer polnischen Stadt im Powiat Kielecki der Woiwodschaft Heiligkreuz, wurde vermutlich im 17. Jahrhundert angelegt. Der jüdische Friedhof, südöstlich außerhalb der Stadt gelegen, ist seit 1991 ein geschütztes Kulturdenkmal.
Heute sind auf dem circa vier Hektar großen Friedhof noch 228 Grabsteine erhalten.